# Commissione per i limiti della piattaforma continentale
La Commissione sui Limiti della Piattaforma Continentale (in inglese: Commission on the Limits of the Continental Shelf - CLCS) è una delle tre istituzioni create nel 1982 dalla Convenzione delle Nazioni Unite sul Diritto del Mare (United Nations Convention on the Law of the Sea - UNCLOS). Le altre due istituzioni create sono il Tribunale Internazionale del Diritto del Mare e l'Autorità internazionale dei fondali marini (International Seabed Authority - ISA).
La commissione è composta da 21 esperti nel campo della geologia, geofisica e idrografia, eletti dagli stati facente parte della Convenzione.
Lo scopo della CLCS è di facilitare l'implementazione della UNCLOS relativamente all'estensione dei limiti esterni della piattaforma continentale oltre le 200 miglia nautiche (M) di distanza dalla costa. Sotto il regime della UNCLOS ed in particolare il quadro giuridico delineato dall'articolo 76 della Convenzione, gli stati costieri sono tenuti a rispettare le raccomandazioni della CLCS qualora vogliano stabilire i limiti esterni della piattaforma continentale oltre le 200 M. La Commissione elabora delle raccomandazioni per gli stati costieri a proposito delle questioni legate alla localizzazione di questi limiti; le sue azioni e le raccomandazioni stesse non pregiudicano altre questioni legate alla delimitazione delle frontiere fra stati dotati di linee costiere confinanti o adiacenti.
La Russia è stata nel 2001 il primo paese a sottoporre una domanda alla Commissione rivendicando parti dell'Artide. Ogni paese ha a disposizione dieci anni a partire dalla ratifica della UNCLOS per raccogliere dati sufficienti a presentare domanda per l'espansione della piattaforma continentale. Gli Stati Uniti non essendo parte della UNCLOS non hanno diritto a presentare domanda presso la CLCS.
La Commissione non ha competenza per la risoluzione di dispute concernenti rivendicazioni sovrapposte tra due o più stati che devono essere affrontate in un accordo tra le parti in causa che definisca la linea di confine tra le rispettive giurisdizioni o che istituisca un regime di sfruttamento congiunto delle risorse naturali.